# 보르네오가는꼬리투파이아
보르네오가는꼬리투파이아(Dendrogale melanura)는 청서번티기과에 속하는 나무두더지의 일종이다. 말레이시아의 토착종이다. 자연 서식지는 아열대 또는 열대 기후 지역의 건조림이다. 서식지 감소로 멸종 위협을 받고 있다.